# Champagner Ayala

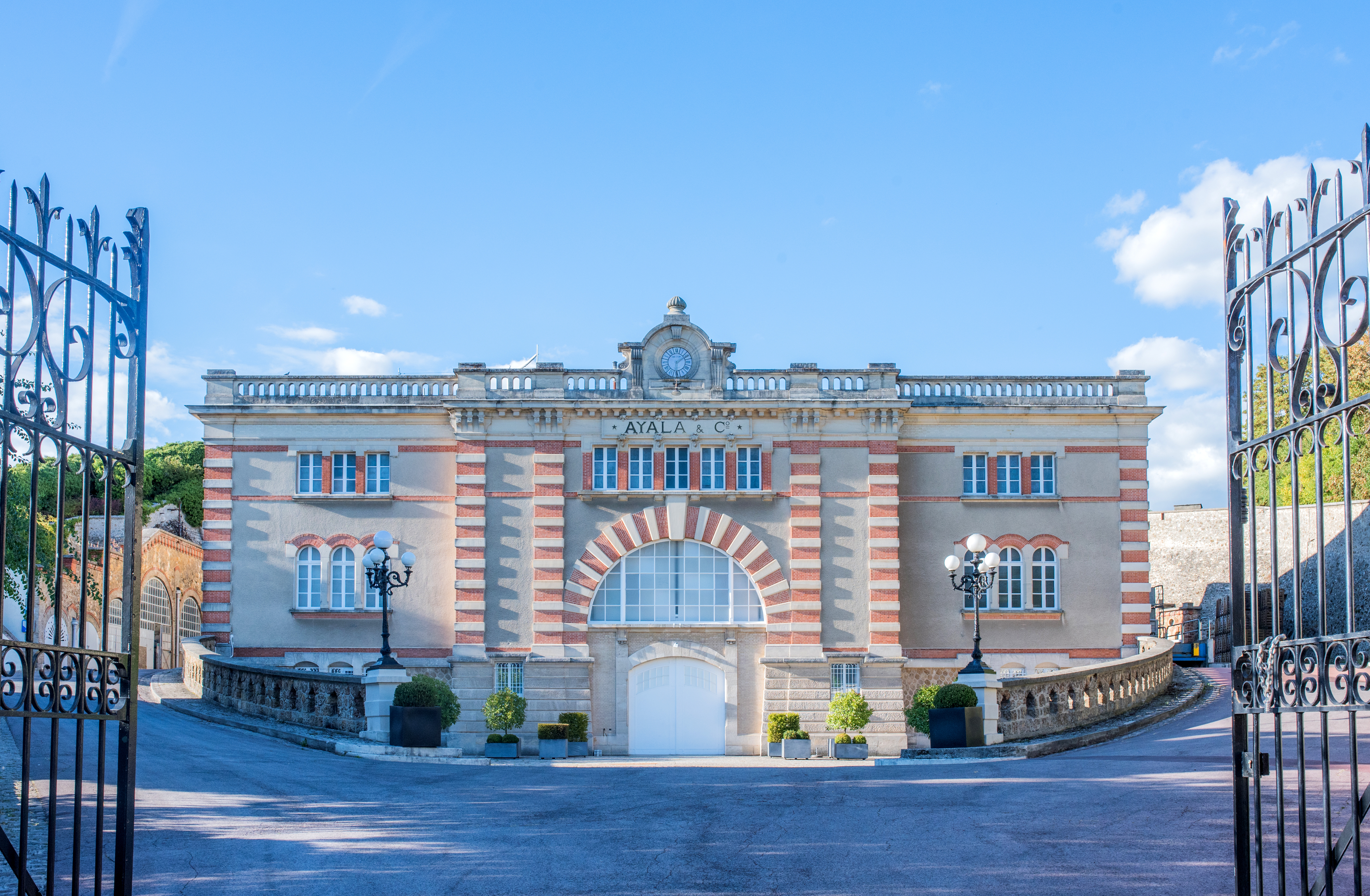
Das Champagnerhaus Ayala

Champagner Ayala ist ein 1860 gegründeter Champagnerhersteller aus der Region Ay, der seit 2005 eine Tochtergesellschaft von Champagne Bollinger ist.

## Geschichte
1855 besuchte Edmond de Ayala, der Sohn eines kolumbianischen Diplomaten, den Vicomte de Mareuil, um zu lernen, wie man Wein herstellt. Dort lernte er Gabrielle d'Albrecht, die Nichte des Vicomte, kennen. Sie heirateten 1858 und Gabrielle brachte als Mitgift das Château d'Ay und prächtige Weinberge mit. Auf diese Weise wurde das Haus 1860 gegründet.
Geleitet wird das Haus von Hadrien Mouflard, dem ehemaligen Generalsekretär von Champagne Bollinger. Chef de Caves bei Champagne Ayala ist  Julian Gout.
2017 verkaufte Ayala rund eine Million Flaschen.

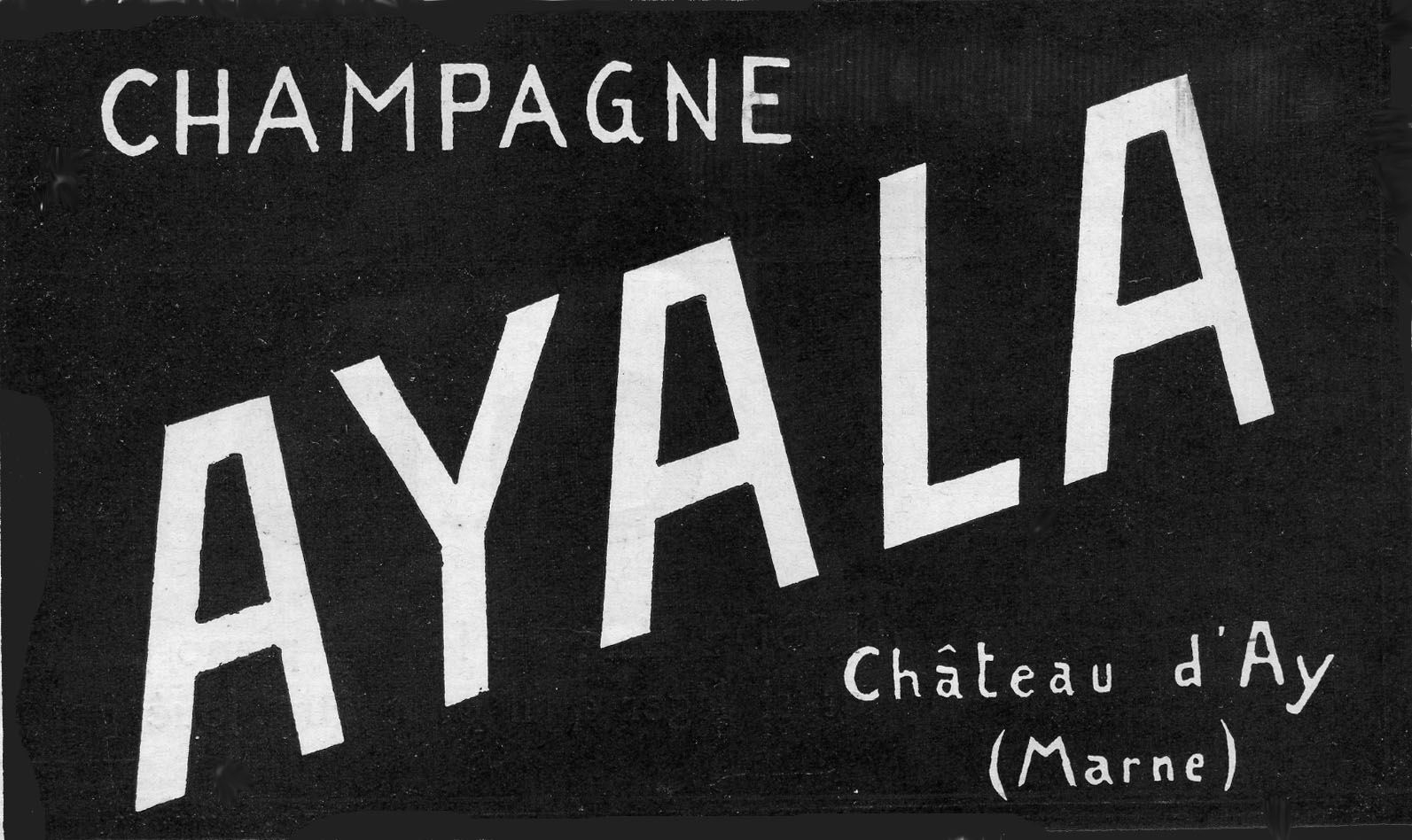
Logo von 1923